# Bästa (album av Vikingarna)
Bästa släpptes den 27 september 2006 och är ett dubbelt samlingsalbum av det svenska dansbandet Vikingarna, släppt mer än två år efter bandupplösningen 2004. Albumet innehåller sånger inspelade både med Stefan Borsch (1973-1979) och Christer Sjögren (1979-2004) som sångare.
"Return to Sender" är en cover på en låt av Elvis Presley med flera.

## Låtlista
1. Du gav bara löften
2. Dear One
3. Då kom en liten ängel
4. En gång är ingen gång
5. Det är dig jag tänker på
6. Vid en liten fiskehamn
7. Röd som rosen var vår kärlek
8. Jag har lärt mig en del
9. Är du min älskling än?
10. Du tillhör mig
11. Ännu kan en sjöman längta hem
12. Du har gjort min gråa värld till guld igen
13. Du kom försent
14. Låt inte din skugga falla här
15. Sju ensamma kvällar
16. Leende guldbruna ögon (Beautiful, Beautiful Brown Eyes)
17. Return to Sender
18. Mississippi
19. Hjälp mig ur min ensamhet
20. Till min kära
21. Love Letters in the Sand
22. En fin gammal sång
23. Ljus och värme (Lys og varme)
24. Natt och dag
25. Det här är bara början
26. Finns det nån som förstår
27. Santa Maria
28. Jag var så kär
29. Such a Night
30. Leka med elden
31. Hallå Västindien
32. Hälften så kär
33. Änglahund
34. Drömmar av silver
35. Hallå Mary Lou
36. Så förlåt lilla vän
37. Tro på mej
38. Lilla vän
39. Röda rosor, röda läppar
40. En sliten grimma
41. Får jag lov?
42. En gång ska vi åter mötas
43. Adios, adjö

## Listplaceringar
| Lista (2006-2007) | Topplacering |
| ----------------- | ------------ |
| Norge             | 14           |
| Sverige           | 4            |